# Machaeropteris plinthotripta
Machaeropteris plinthotripta är en fjärilsart som beskrevs av Edward Meyrick 1919. Machaeropteris plinthotripta ingår i släktet Machaeropteris och familjen äkta malar. Inga underarter finns listade i Catalogue of Life.